# Жамбыл (Астраханский район)
Жамбы́л (каз. Жамбыл) — село в Астраханском районе Акмолинской области Казахстана. Входит в состав Николаевского сельского округа. Код КАТО — 113649200.

## География
Село расположено на правом берегу реки Ишим, в восточной части района, на расстоянии примерно 45 километров (по прямой) к юго-востоку от административного центра района — села Астраханка, в 15 километрах к северо-востоку от административного центра сельского округа — села Петровка.
Абсолютная высота — 316 метров над уровнем моря.
Ближайшие населённые пункты: село Каменка — на юго-востоке, село Камышенка — на западе.
Севернее села проходит автомобильная дорога республиканского значения — М-36 «Граница РФ (на Екатеринбург) — Алматы, через Костанай, Астана, Караганда».

## Население
В 1989 году население села составляло 635 человек (из них казахи — основное население).
В 1999 году население села составляло 419 человек (210 мужчин и 209 женщин). По данным переписи 2009 года, в селе проживало 340 человек (174 мужчины и 166 женщин).
| Численность населения | Численность населения | Численность населения |
| 1989                  | 1999                  | 2009                  |
| --------------------- | --------------------- | --------------------- |
| 635                   | ↘419                  | ↘340                  |

## Улицы
- ул. Абая Кунанбаева[6]